# Castro Ventosa
Castro Ventosa es un yacimiento arqueológico situado en las coordenadas 6º45'14" de longitud Oeste y 42º35'58" de latitud Norte a 642 m s. n. m. de altitud, en el centro de la Hoya Berciana en la comarca de El Bierzo, Provincia de León, al noroeste de la península ibérica.

## Administración
Pertenece a las pedanías de Valtuille de Abajo municipio de Villafranca del Bierzo y Pieros, municipio de Cacabelos, ambos pertenecientes a la comarca de El Bierzo, España.

## Fundación Ástur - Bergdunum

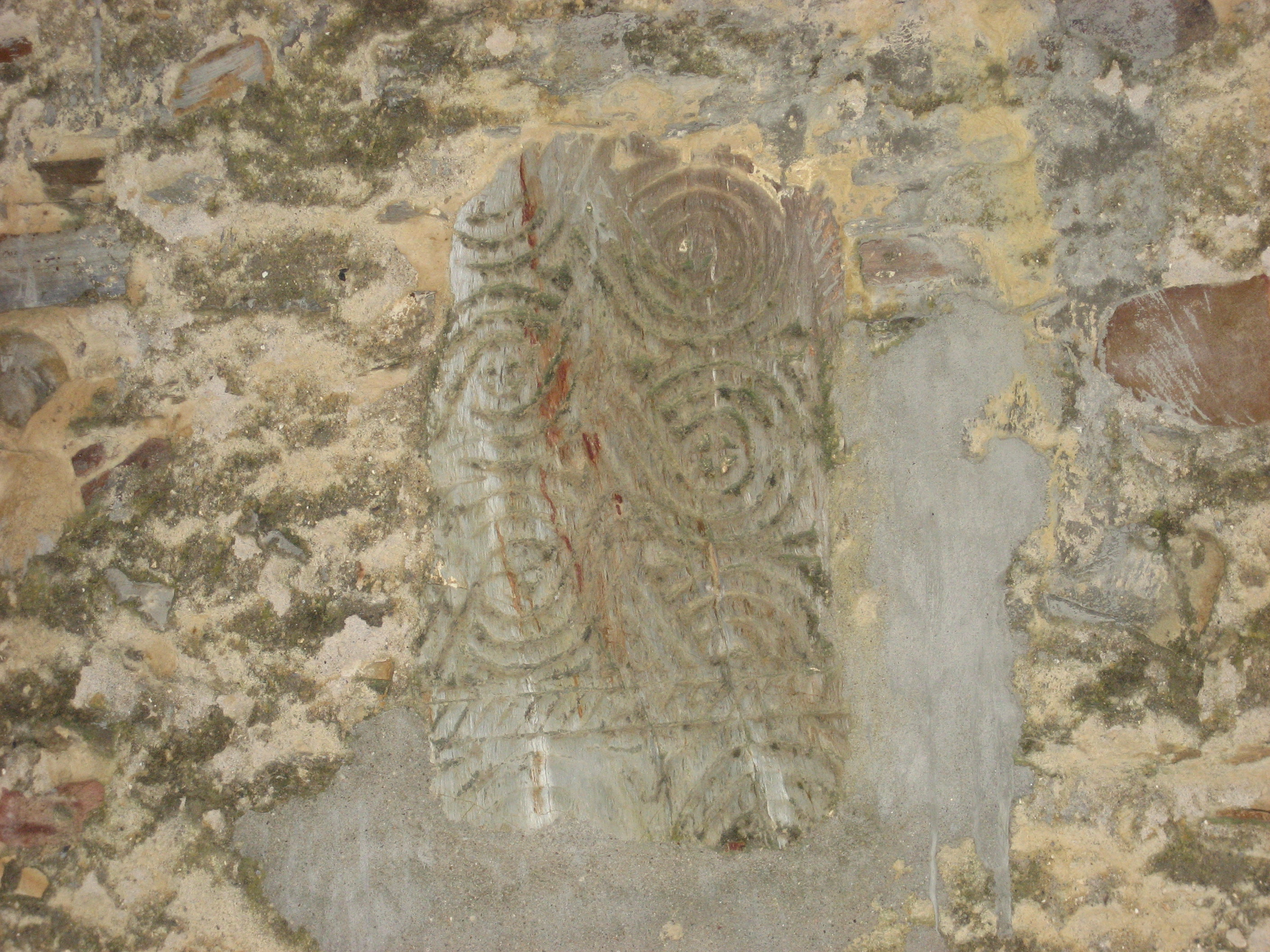
Lápida incrustada en una pared del pueblo de Iglesia del Campo (Villadecanes). Probablemente procedente de Castro Bergidum.

Bergdunum es el nombre original por el que los fundadores ástures conocían a esta ciudad-fortaleza, la raíz berg- significa "alto" y -dunum hace referencia a una fortificación o ciudad fuerte. Así pues Bergdunum significaría literalmente "ciudad fortificada en lo alto". Desde un punto de vista geográfico se entiende perfectamente pues desde lo alto de sus murallas es posible dominar todos los alrededores, por ello es un lugar fácil de defender y su cercanía a terrenos de labor, montes y agua, le hacen un lugar idóneo para el asentamiento humano en esta época tan temprana.
La ocupación prerromana de Castro Ventosa ha sido comprobada a través de los hallazgos arqueológicos, habiéndose encontrado estructuras circulares de piedra y multitud de restos.
En el Museo Arqueológico de Cacabelos (M.A.R.C.A) se encuentran depositadas, entre otras muchas piezas procedentes de Bergdunum, puntas de lanza, molinos abarquillados y circulares, fíbulas y diversos restos de adornos y piezas de cerámica.
Durante este período podemos decir que Bergdunum es un poblado de grandes dimensiones, teniendo en cuenta el tamaño de otros castros próximos y contemporáneos como "El Castrelín" de San Juan de Paluezas, "El Castro" de Borrenes, Villabuena, Quilós, o San Miguel, se podría asegurar que Bergdunum constituía el centro del poder de la comarca.

## Ocupación romana - Bergido - Bergidum Flavium
Bergidum sería conquistada hacia el año 25-23 a. C. por los romanos, dato que se apunta por las fuentes clásicas y por la aparición de una moneda, un As de Augusto en el Castro. Otras referencias a Bergidum las encontramos en las guerras ásturo-cántabras, así Floro y Orosio cuentan como la ciudad de Bergida fue sometida por el hambre y sus habitante huyeron al monte Vindicus, probablemente los montes de Ancares y Fornela. Bergidum durante la época romana fue una importante población, no solo por su importancia comercial o administrativa, sino por su emplazamiento como ciudad cruce de vías o calzadas romanas. En el denominado Itinerario de Antonino, recopilación de rutas de época del emperador Caracalla, Bergido aparece como el punto en el que confluían las calzadas que llevaban a las ciudades de Brácara (Braga), Asturica Augusta (Astorga) y Lucus Augusti (Lugo).

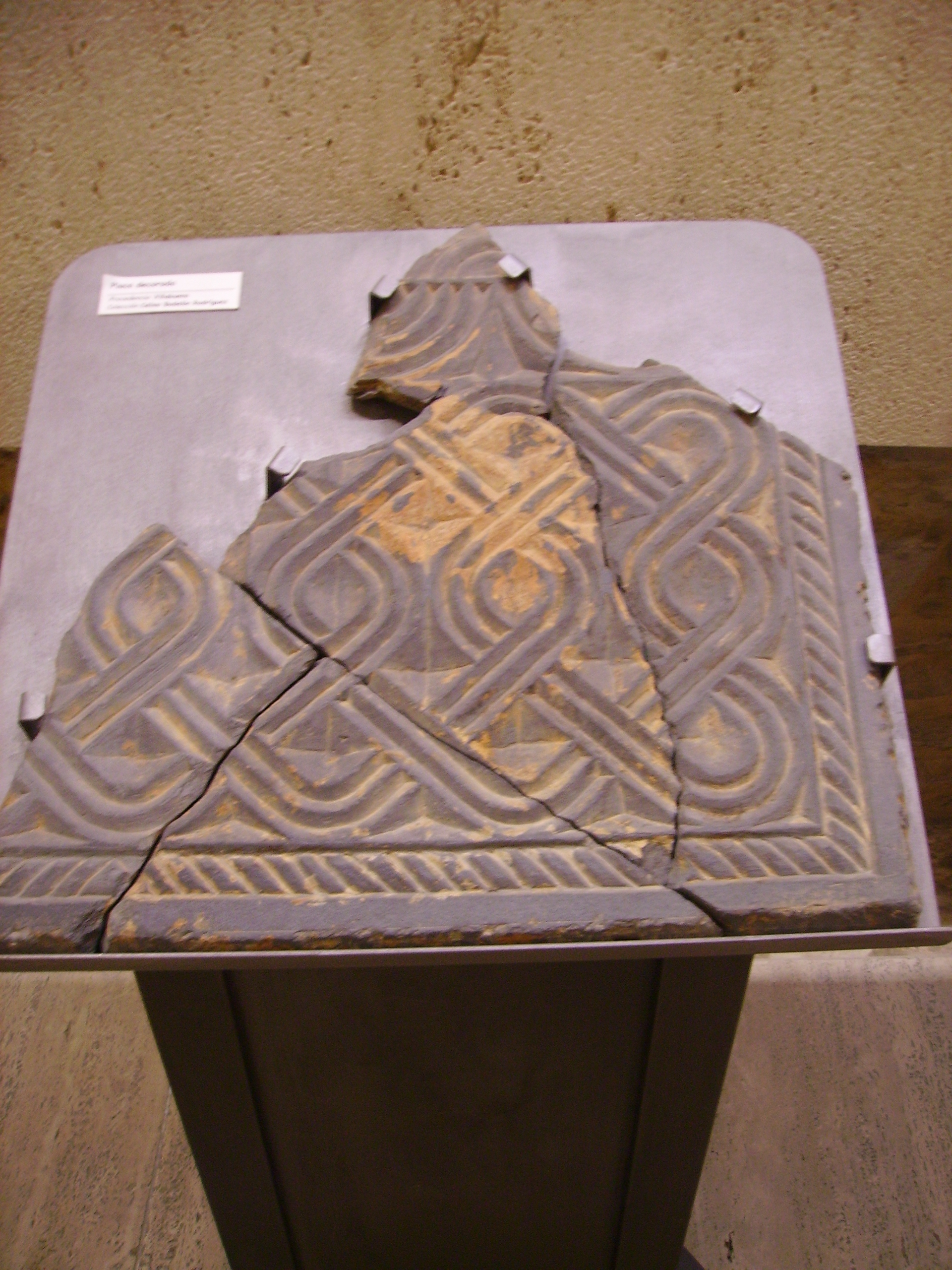
Lápida procedente de Castro de Villabuena. Museo de El Bierzo (Ponferrada).

En la llanura y durante la época Julio Claudia, se han encontrado restos de poblados cercanos, como el caso de La Edrada en Cacabelos que presenta una cronología de la época de Claudio y Vitelio. Se ha barajado la posibilidad de que la población residente en el castro bajara al llano pero no se puede afirmar con rotundidad, puesto que, los datos con los que se cuenta son aún muy escasos.
Durante la época Flavia, se le concede el ius latii pasando a denominarse Bergidum Flavium, así adquiere el derecho de ciudadanía latina. Hay una controversia al respecto, opinando varios autores que Bergidum Flavium se corresponde con el yacimiento de "La Edrada" a las afueras de Cacabelos, en dirección norte, y no con Castro Bergidum, probablemente las excavaciones que están actualmente llevándose a cabo por el CSIC en Castro Bergidum ayuden a aclarar esta discusión.
Bergidum estaba adscrito al convento jurídico de Asturica, poseyendo probablemente la categoría de municipium ya que aparece citado como respública en una inscripción del siglo II d. C. encontrada en Tarragona. Se trata de un pedestal o base de estatua en el que puede leerse:

C(aio) Val(erio) Arabino 
 Flaviani f(ilio) Bergido F(laviensi) 
 omnib(us) hon(oribus) in re p(ublica) 
 sua func(to) sacerdoti 
 Romae et Aug(usti) p(rovincia) H(ispania) c(iterior) 
 ob curam tabulari(i) 

censualis fideliter 
 administr(atam) statuam 
 inter flaminales 
 viros positam ex 
 ornandm univers(i) 
 censuer(unt)
A Cayo Valerio Arabino, 
 hijo de Flaviano, de Bergido Flavio, 
 con todos los honores 
 en su república,
 al experimentado sacerdote de 
 Roma y de la provincia 
 Hispania Citerior de Augusto,
 por el servicio de registro 
 censal fielmente prestado,
 elaboraron la estatua puesta 
 entre los hombres flámines,
 desde el honramiento unánime

Se encontró en el Castro Ventosa en 1895, una lápida de pizarra negra conservada en el Museo de León fechada en el segundo consulado de Cómodo y Martio Vero (179 d. C.).

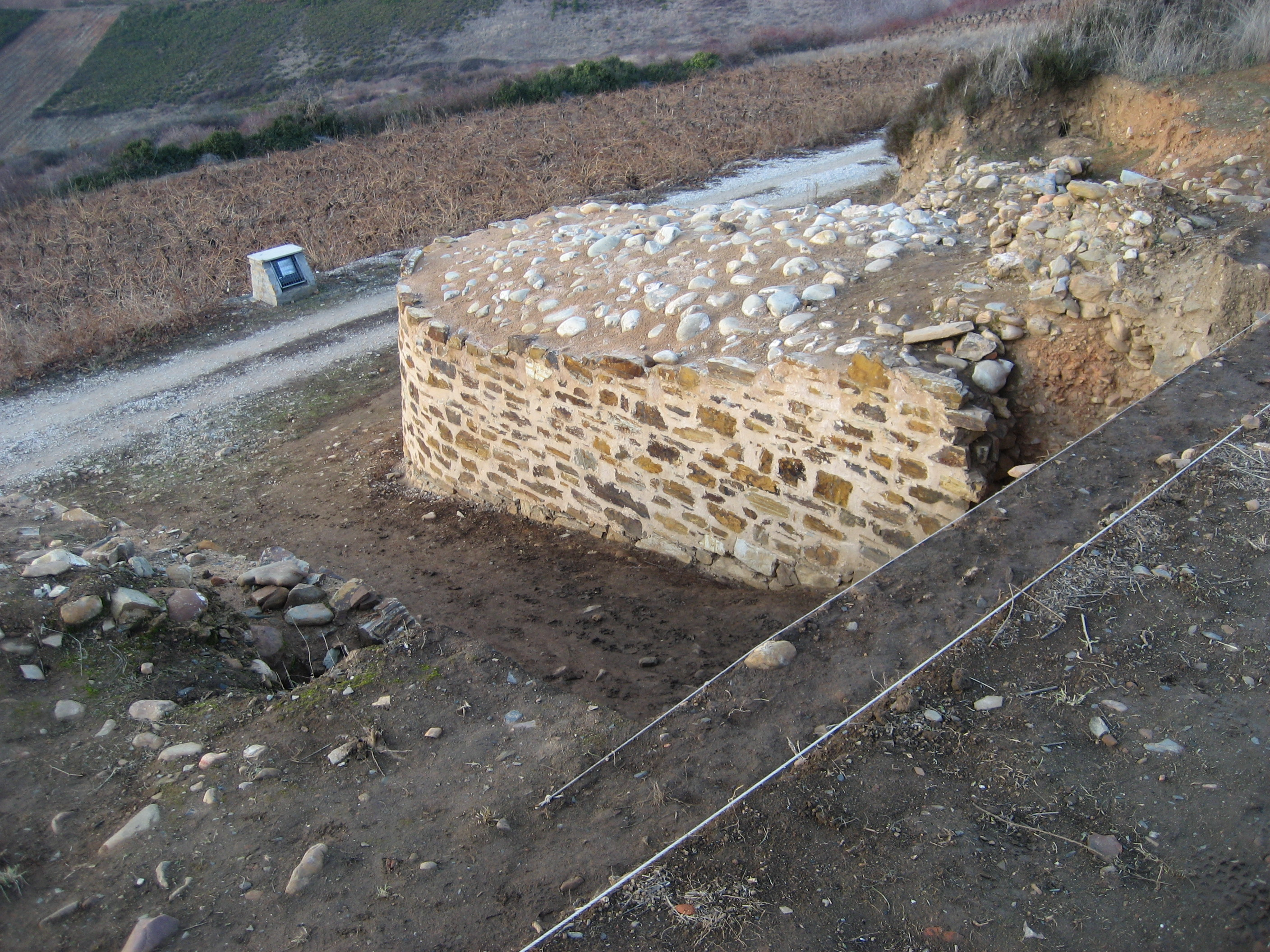
Cubos de la muralla en la antigua entrada oeste de Castro Bergidum

Las primeras noticias que tenemos del Castro Ventosa durante la Edad Media, las aporta el llamado Parroquial suevo. Fechado en los años 572 y 585, durante el gobierno del rey Mirón, en él se cita a Bergido como parroquia. Con las primeras invasiones en el 406, suevos, vándalos y alanos invaden la Península, quedando ocupada la zona del Bierzo por vándalos y suevos, estos últimos menos numerosos en población que los primeros. Así permanecerá en manos vándalas hasta su integración en el reino suevo, que posteriormente será conquistado por los visigodos de Leovigildo en el 585. Sabemos que durante los siglos V y VI, Bérgido, es una ciudad con comunidad cristiana e iglesia. Desconocemos su advocación pero más tarde se nombran las de Santa María, San Ascisclo y San Julián.
La ciudad tiene continuidad en época visigótica, nombrándola el parroquial o el texto de la Hitación de Wamba (672-680). Se conoce de su existencia por la obra de San Valerio, el cual sitúa a Bergidum o Bérgido como capital del territorio conocido actualmente como El Bierzo. La importancia de la ciudad viene marcada por las monedas de Sisebuto (un triente suevo), en las que se menciona a Bergio como ceca en la que se acuña moneda. El refuerzo de la creencia de la presencia visigoda en Castro Ventosa es el hallazgo del peine de hueso que se fecha en el 2º tercio del siglo IV y 1ª mitad del V, elemento característico de la cultura de Cherniajov.

## Invasión musulmana

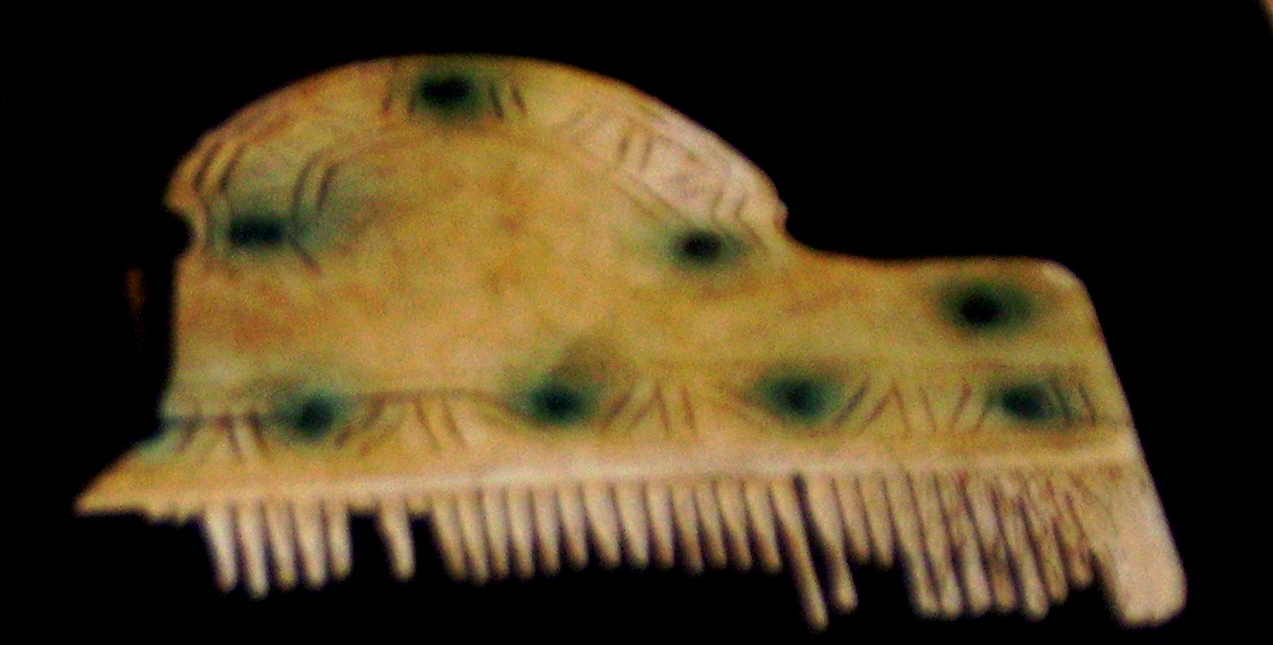
Peine de hueso época sueva, probable intercambio comercial. Perteneciente a la cultura de Cherniajov, hallado en Castro Bergidum.

La ciudad de Bergidum, capital del territorium bergidense visigodo, mantiene su existencia al menos hasta la invasión musulmana. Con la llegada de los árabes a la península ibérica en el 711. Siguiendo la vía romana de Caesaraugusta a Asturica llegan en el año 714 hasta León, Astorga y Bergidum. Es en el año 737, cuando el Bierzo se consolida como una atalaya protectora del reino astur. Castro Ventosa sería entonces un castellum, sobre el cual el Reino de Asturias organiza su administración y defensa. Una de las derrotas más conocidas es la sufrida a los pies de Castro Ventosa, por Bermudo I que se enfrenta a Yusuf ibn Bujt en el año 791. Con el rey Alfonso III las razias musulmanas se harán más frecuentes.

## Reconquista, repoblación y despoblación de Castro Ventosa

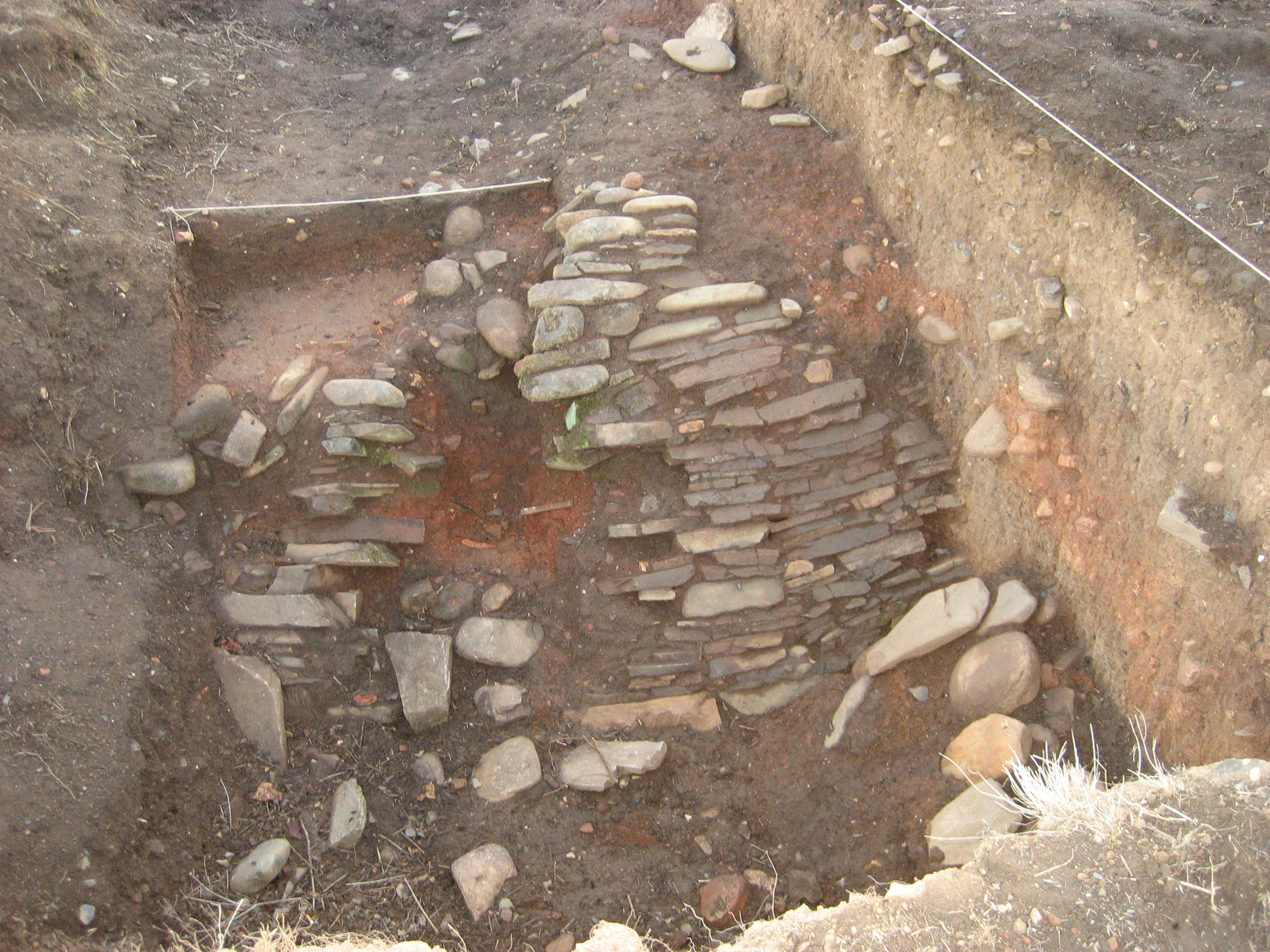
Cata arqueológica en Castro Bergidum. ¿Horno?.

En el año 857 se cede a los monjes del monasterio de Samos las tierras de El Bierzo, documentándose en el siglo IX unos 17 núcleos de población. Durante esta época, Bergido como nombre de ciudad, desaparece de la documentación y solamente se habla de El Bierzo. La siguiente noticia es en el siglo X, el Castro Ventosa entra en decadencia, hasta su casi total despoblación. En el año 994, el castro no se encuentra deshabitado, puesto que una donación hecha por Todindo y su hermana Todil al Monasterio de Santa María de Carracedo, así lo indica. En 1172 Domingo Pérez da al Monasterio de Carracedo un solar en Castro Ventosa al lado de la Iglesia de San Julián. El contrapunto lo encontramos con un documento del año 1210 que nos dice que Castro Ventosa era un desierto desde antiguo. La decadencia del Castro Ventosa la aprovechan Villafranca y Cacabelos que con el paso del tiempo se van consolidando como poblaciones más importantes. La razón de la decadencia del castro en el siglo IX se explica por el castigo de Alfonso III o las razias musulmanas, y también por el emplazamiento en lo alto sin mucha agua. Pero la repoblación que se hace de las villas del Camino Jacobeo, con población franca a fin de aumentar las expectativas económicas es el elemento que induce a repoblar el castro por los reyes Fernando II y Alfonso IX. Pero al ver el daño que esta repoblación forzosa causa en al pueblo el rey desiste y prohíbe que se hagan nuevas repoblaciones, y cede las piedras de la muralla para construir el Monasterio de Carracedo. Alfonso IX incumple esta orden e intenta repoblarlo de nuevo, así lo documentan varias donaciones de 1204 y 1209, pero por la intromisión de los monasterios y villas cercanas, el rey renuncia a la repoblación.

## Literatura
La producción literaria que genera el Castro Ventosa durante la Edad Moderna, no es muy significativa, acentuándose su relevancia cuando en el siglo XVIII, Jovellanos y el Padre Flórez, se interesan por el yacimiento.
El Padre Flórez, en su España Sagrada recoge datos sobre Castro Ventosa, menciona la inscripción del Museo arqueológico de Tarragona en la que se nombra a Caio Valerio Arabino, natural de Bérgido. Además hace una descripción del Castro Ventosa y de su situación en la época.
Jovellanos al igual que el Padre Flórez, informado de la existencia del Castro por los monjes de Carracedo, decide visitarlo. Una vez allí nos habla de vestigios antiguos de castillos.
Pero los testimonios más destacados son sin duda los de Enrique Gil y Carrasco y el prusiano Hans Friedrich Gadow. El escritor romántico habla del castro y describe sus paisajes, apuntando que los monjes lo usan como cantera para sus construcciones. Por otra parte Gadow, que recorrió con su mujer el norte de la península ibérica, describe la situación del Castro a comienzos del siglo XIX y se hace eco de sus leyendas y folclore.